# 邵震中
邵 震中（しょう しんちゅう、1958年10月1日 - ）は、中国の囲碁棋士。江蘇省出身、中国囲棋協会所属、九段。国手戦優勝など。1997年から江蘇棋院院長。

## 経歴
淮安県楚州区に生まれ、8歳で囲碁を学ぶ。1974年に囲棋集中訓練隊入り、76年に江蘇省囲棋隊入り、77年に国家囲棋隊入り、80年に国家囲棋集中訓練隊が出来るとメンバーとなる。1980、81年に全国囲棋個人戦で4位。1981年に世界アマチュア囲碁選手権戦で優勝。1982年に中国囲棋協会により六段認定、83年七段、85年にプロ棋士となる。1982、83、86年に全国囲棋個人戦2位。1983年国手戦で、決勝で馬暁春を破って優勝。同年、全国囲棋団体戦で江蘇省チームとして出場して優勝。1984年の第1回日中スーパー囲碁、及び86年第2回に出場。1989年八段。1992年棋王戦ベスト4。1995年九段。1999年春蘭杯世界囲碁選手権戦出場。
中国囲棋甲級リーグでは、1999年に江蘇新華家電チームで出場。棋士ランキングでは1998年3月37位、2001年12月48位。
1981年江蘇省政府より雨花特等功受賞。1989年体育運動栄誉賞受賞。1984年より江蘇棋院副院長、97年より院長。1997年省第八届委員。

### タイトル歴
- 国手戦 1983年

### その他の棋歴
- 春蘭杯世界囲碁選手権戦 1999年出場（×睦鎮碩）
- 日中囲碁交流
  - 1983年 2-4（×小林光一、×山城宏、×石田芳夫、×小林光一、○中村秀仁、○石井邦生）
  - 1985年 0-2（×牛之浜撮雄、×上村陽生）
  - 1986年 0-2 酒井猛、2-0 白石裕
  - 1987年 0-2 彦坂直人
- 日中スーパー囲碁
  - 1984年 0-1（×小林光一）
  - 1986年 0-1（×小林覚）
- 全国囲棋個人戦 1980、81年4位、82、83年2位、85年3位、86年2位
- 宝勝電纜杯戦 準優勝 1995年
- 中国囲棋甲級リーグ戦
  - 1999年（江蘇新華）